# عفت

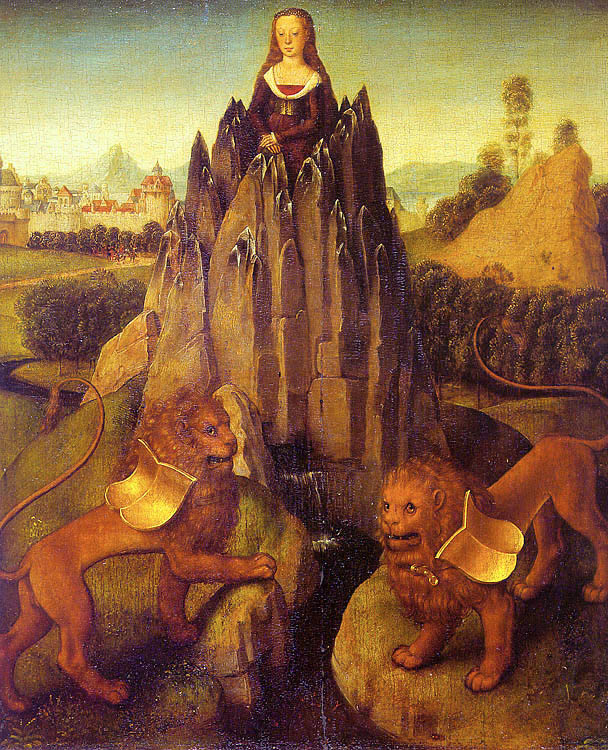
تمثیلی از عفت توسط هانس مملینگ

عفت یا پاک‌دامنی که در اصل به معنای «خودداری» است معمولاً پیوند مستقیمی با رفتار جنسی فرد – مرد یا زن – دارد. این رفتار می‌تواند در فرهنگ‌های گوناگون، از لحاظ دیدگاه‌های مدنی یا دینی، متفاوت باشد.

## چیستی
عفّت به معنی خودداری و خویشتنداری است. در فقه اسلامی، در معنای احتراز از محرمات، به‌ویژه از شهواتِ حرام است. گویند عفت آن است که قوت شهوت، مطیع نفس ناطقه باشد تا تصرف او به اقتضای رأی او بُوَد و اثر خیریت در او ظاهر شود و از تعبد هوای نفس و استخدام لذات فارغ.

## در قرآن
واژهٔ عفّت و مشتقات آن چهار بار در قرآن - از جمله در آیات حجاب - به کار رفته که به معنای خودداری و خویشتنداری می‌باشد و از این میان تنها دو بار در معنای خودداری جنسی (پاک‌دامنی) استعمال شده‌است: 
- یک بار به خودداری از زنا فرمان می‌دهد. (نور/۳۳)

و آمیزش دهید بی‌جفتان از خودتان، و شایستگانی از غلامان و کنیزان خویش را [بدین‌گونه است که] اگر نیازمند [به آمیزش] باشند خدا از فضلِ خویش بی‌نیازشان می‌گردانَد و خدا گشایش‌گری داناست. (۳۲) و باید کسانی از شما که آمیزشی نمی‌یابند [از زنا یعنی آمیزش با مَحرَم و آمیزش اجباری با هرکَس و آمیزش با فرد همسردار و زن عدّه‌دار و روسپی است که عادتاً عِدّه را رعایت نمی‌کرد] عفّت ورزند تا خدا از فضلِ خویش بی‌نیازشان گرداند. و کَسانی از آنچه دست‌هایتان دارا شد که خواستارِ بازخریدِ خویش هستند پس اگر به خیری در آنها آگاه شدید بازخریدشان کنید و به ایشان از داراییِ خدا که به شما داده است دارایی دهید. و برای آنکه بهرهٔ زندگیِ دنیا را بجویید به ناخواه جوانانِ [کنیزِ] خویش را  اگر کناره‌جویی کنند  به هرزگی وادار نکنید. و آن‌کس که به‌ناخواه وادارشان کند همانا خدا پس از واداشتنشان، آمرزندهٔ مهربان است. (۳۳)
- ‏یک بار به خودداری از اندام‌نمایی امر می‌کند. (نور/۶۰)

و نشستگان از زنانی که چشم‌داشت به آمیزشی ندارند، بر ایشان باکی نیست که پوشاک‌های خود را بیندازند بدونِ آنکه جلوه‌گرانِ اندامی باشند، و اگر عفّت ورزند برایشان بهتر است، و خدا شنوای داناست.
- ‏یک بار به خودداری سرپرستان بی‌نیاز یتیمان برای بهره بردن از مال آنان دستور می‌دهد. (نسا/۶)

و یتیمان را چون به [سنِّ] نکاح برسند بیازمایید و اگر رشدی در آنان بیابید پس دارایی‌‌هایشان را به خودشان بازپس دهید و آن را از راه اسراف و شتاب از بیم اینکه مبادا بزرگ شوند، مخورید [یعنی بهره نبرید] و آن کس که بی‌نیاز باشد پس بايد عفّت ورزد و كسى كه نیازمند باشد پس به روشی پسندیده بهره ببرد آن‌گاه چون به آنان دارایی‌هایشان را بازپس می‌دهید پس گواه گيريد بر آنان و همين بس كه خدا حسابرس است.
- و یک بار به خودداری کسانی از درخواست مال در حال تنگدستی اشاره دارد که موجب می‌شود ناآگاهان، آنها را بی‌نیاز به‌شمار آورند. (بقره/۲۷۳)

[انفاق‌ها یا صدقات] برای تنگدستانی است كه در راه خدا به تنگنا افتاده‌اند [و به همين سبب] نمى‌توانند پای در زمين بزنند [و جایی بروند و کار یا سفر کنند؛ همان‌ها كه] نادان آن‌ها را به‌واسطهٔ شدت عفّت ورزیدنشان، از بی‌نیازان مى‌پندارد، آن‌ها را از سیمایشان مى‌شناسى و هرگز با پای فشردن چيزى از مردم نمى‌خواهند، و هر چه از نیکی انفاق كنيد، خدا به آن داناست.